# Ermida de São Sebastião (Lajes do Pico)
A Ermida de Sebastião é uma ermida portuguesa localizada em Ribeira do Melo, no Município de Lajes do Pico, na ilha açoriana do Pico.
Perde-se na névoa dos tempos do povoamento da ilha do Pico a origem desta ermida situada na Ribeira do Meio, lugar pertencente à Vila das Lajes.
É tradição local que um templo com tal invocação foi inicialmente construído no cimo da Almagreira, perto do mato, em lugar que o povo ainda agora conhece pelo nome de São Sebastião. O que se sabe, porém, ao certo, é que, já em 1592, ela existia, porquanto nesse ano uma tal Bárbara Gaspar, natural das Lajes, testava em seu favor. No entanto, ignora-se se ela já por esse tempo estaria construída na planície sobranceira ao mar, ou se o templo referido naquele testamento ainda estaria nó Alto da Almagreira.
O historiador Silveira Macedo, escrevendo sobre ela em 1871, dá a ermida como localizada no lugar da Ribeira do Melo, acrescentando: ali existe a ermida de São Sebastião que há anos alguns devotos ampliaram, mas apenas lhes deitaram a madeira em cima, a abandonaram e assim se conserva.
O actual templo é pequeno e apresenta uma imagem do século XX do santo padroeiro executada no Porto, a qual constitui uma autêntica obra-prima, e que substituiu uma pequena e tosca que existia.
A festa local não tem grande aparato, no entanto é bastante significativa.